# Unterrödel

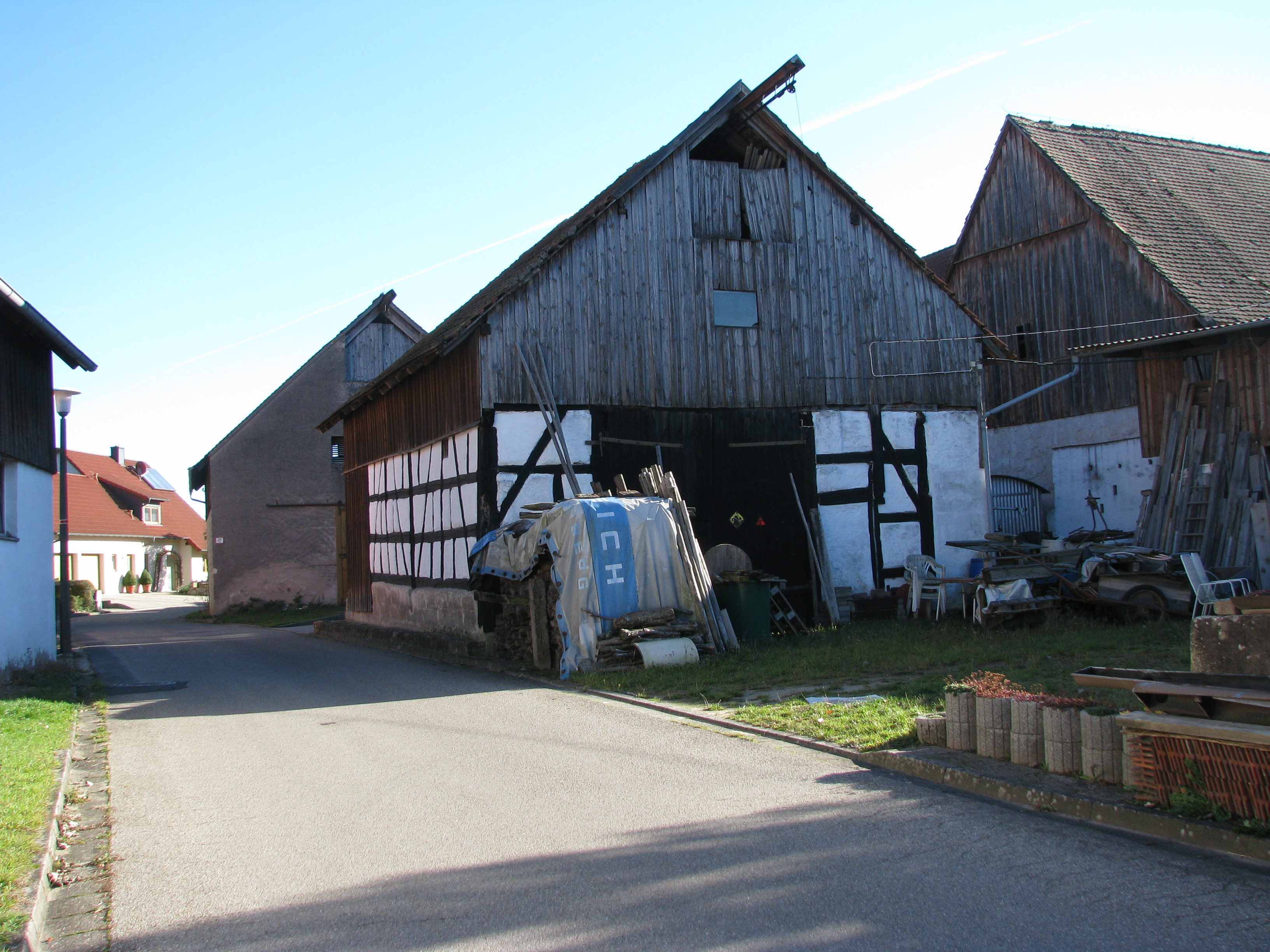
Fachwerkstadel in Unterrödel

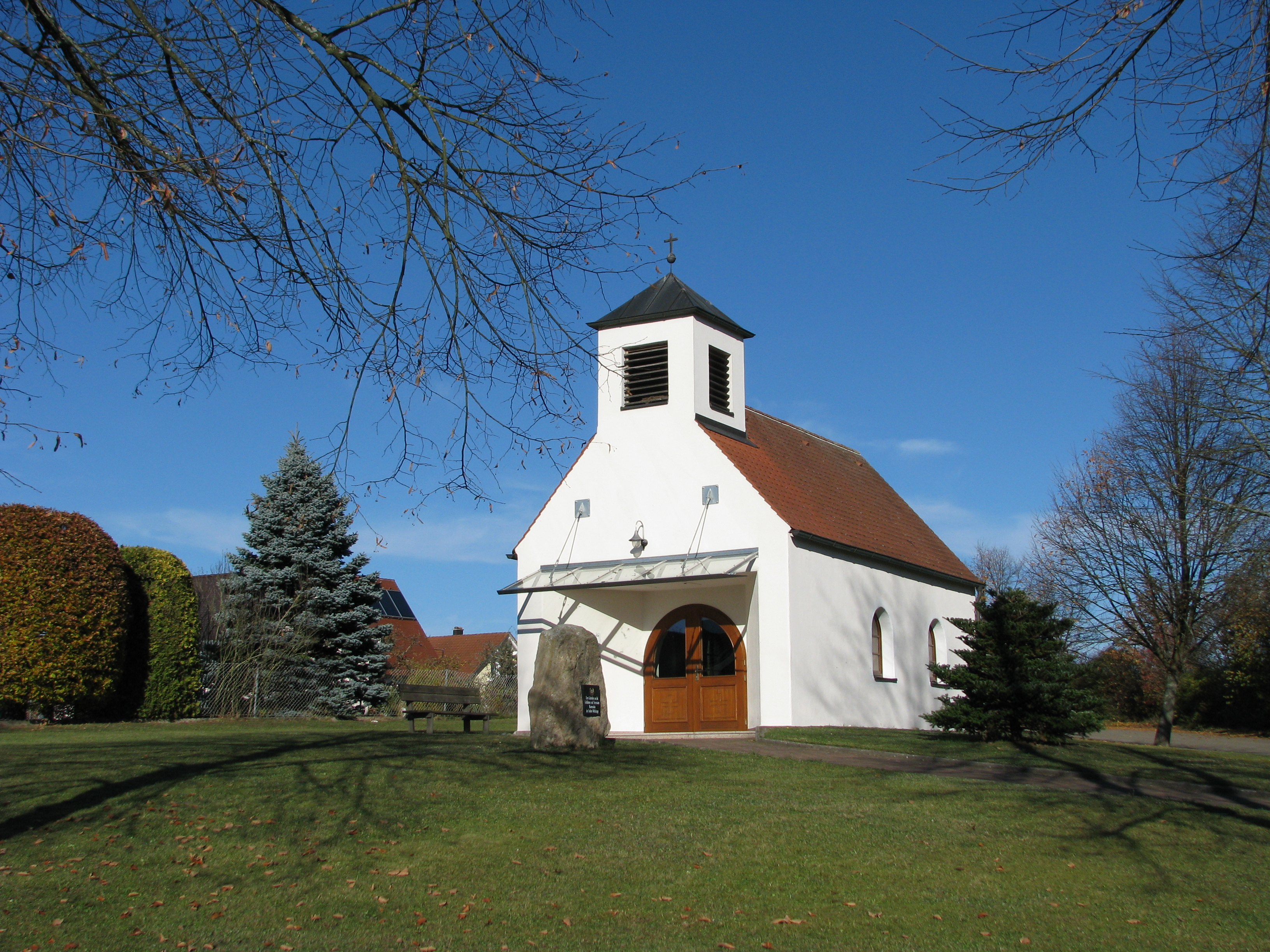
Florianskapelle von 1999

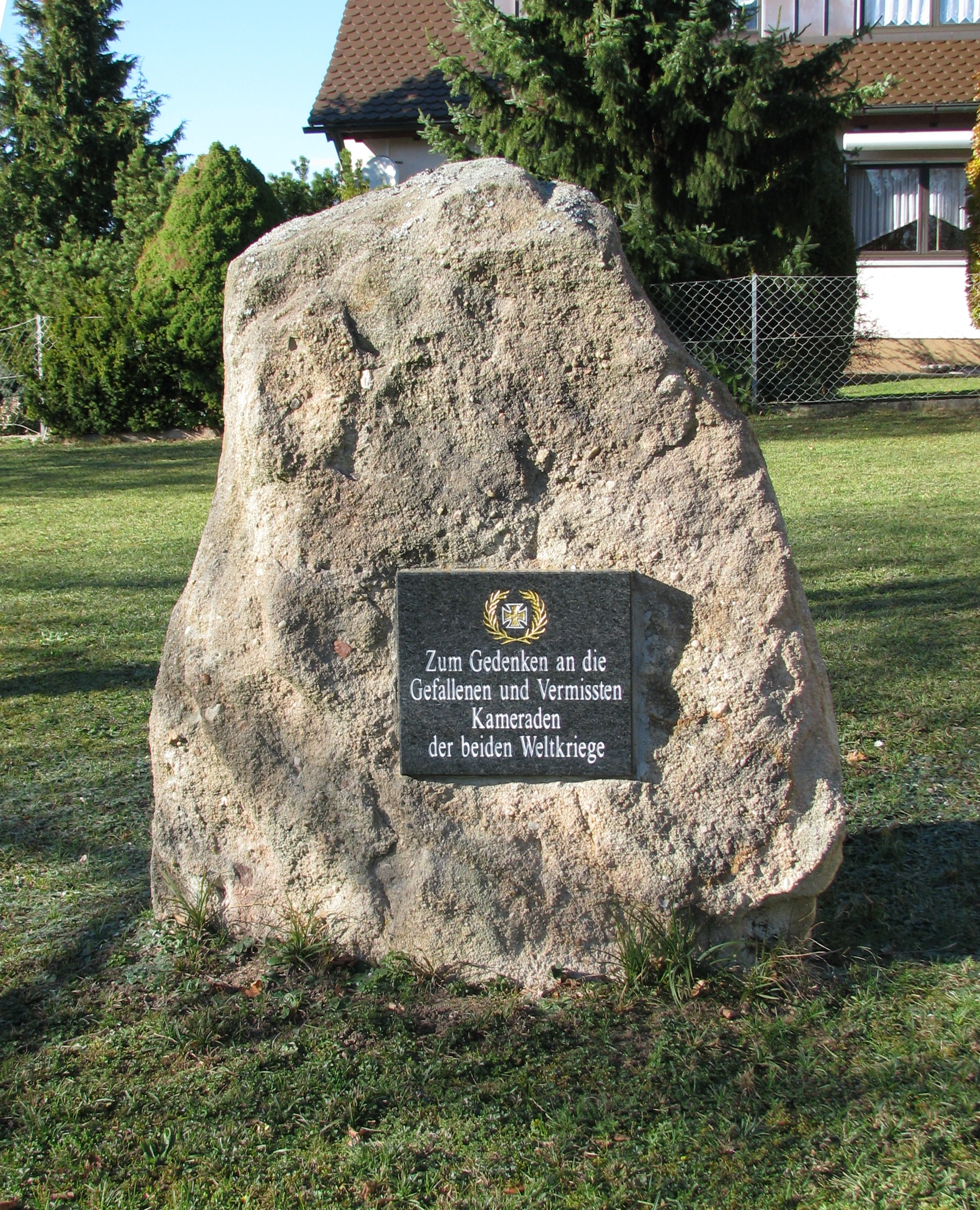
Gefallenengedenkstein

Unterrödel ist ein Gemeindeteil der Stadt Hilpoltstein im Landkreis Roth (Mittelfranken, Bayern). Die Gemarkung Unterrödel hat eine Fläche von 4,571 km². Sie ist in 622 Flurstücke aufgeteilt, die eine durchschnittliche Flurstücksfläche von 7348,45 m² haben. In ihr liegen neben dem namensgebenden Ort die Gemeindeteile Rothenmühle und  Weihersmühle.

## Lage
Das Dorf liegt etwa fünf Kilometer südwestlich der Altstadt von Hilpoltstein beiderseits der Roth. Unterrödel liegt zwischen Hilpoltstein und Oberrödel an der Staatsstraße 2225, von der im Ort die nach Heideck führende Staatsstraße 2226 abzweigt. Eine Gemeindeverbindungsstraße geht parallel zur Roth in nordwestlicher Richtung zur Fuchsmühle, in südöstlicher Richtung zur Weihersmühle. Eine weitere Gemeindeverbindungsstraße führt ebenfalls südöstlich zur Lochmühle bei Oberrödel. Von Unterrödel aus gelangt man nach 100 Metern zur Rothenmühle.
Die Ortsflur war Anfang des 19. Jahrhunderts circa 432 und Anfang des 20. Jahrhunderts 458 Hektar groß.

## Geschichte
„Rota“ bei „Tyufenbach“ erscheint urkundlich erstmals 1129, und zwar als bischöflich-eichstättischer Besitz. 1384 erwarb Friedrich II. von Heideck einige Höfe bei Rödel. 1480 gab Johann Jahrsdorfer zu Zell bei der von ihm betriebenen Erhebung der Walburgiskapelle zu Zell zur Pfarrei den vom Eichstätter Domkapitel gekauften Kleinzehent von „Niederrödl“, wozu auch die Nußhacken-, Rothen- und Weihersmühle gehörten, dem Pfarrer zu Zell. Das seit 1505 zum neu gegründeten Territorium Pfalz-Neuburg und dort zum Pflegamt Heideck gehörende Dorf wurde mit der Pfarrei Zell im Zuge der Verpfändung des Pflegamtes Heideck an die Reichsstadt Nürnberg 1542 von der Reformation erfasst. 1627 wurde Zell durch die Gegenreformation wieder eine katholische Pfarrei, so dass auch Unterrödel zum alten Glauben zurückkehrte. Im Dreißigjährigen Krieg kam es zu Zerstörungen im Dorf, so dass es 1642 heißt, alles sei „eingefallen und niemand vorhanden“. Bei der Aufbauarbeit dürften auch Exulanten aus Österreich beteiligt gewesen sein.
Gegen Ende des Alten Reiches, um 1800, bestand Unterrödel aus 17 Untertanen-Anwesen und einem Hirtenhaus; ein Anwesen war eine Taferne. Acht Untertanen gehörten dem Amt Heideck, vier der Kreßischen Eigenherrschaft Nürnberg, drei dem eichstättischen Kastenamt Obermässing, zwei dem kurfürstlich-baierischen Amt Sulzbürg und eines dem Almosenamt Nürnberg. Die hohe Gerichtsbarkeit übte das Pflegamt Heideck aus.
Im Königreich Bayern (1806) wurde der Steuerdistrikt Unterrödel gebildet, dem die Rothenmühle und die Weihersmühle, dann Tiefenbach mit Lochmühle und mit Oberrödel mit Mühle, Selingstadt und auch Zell mit seinem Schloss angehörte. Die Ruralgemeinde Unterrödel (Unterrödel mit der Rothen- und der Weihersmühle) hatte 1861 121 Einwohner, davon 17 in den beiden Mühlen, 1900 97 Einwohner, davon ebenfalls 17 in den beiden Mühlen, 1961 168 Einwohner, davon 18 in den Mühlen.
1875 wurden in der Gemeinde neun Pferde, 108 Rinder, 1 Schaf, 26 Schweine und 1 Ziege gehalten, davon im Dorf selbst vier Pferde und 83 Rinder. 1904 wies der Viehbestand der Gemeinde nach amtlicher Zählung fünf Pferde, 104 Rinder, 71 Schweine und zwei Ziegen auf; auch andernorts war im letzten Viertel des 19. Jahrhunderts die Schweinehaltung stark angewachsen.
Im Zuge der Gemeindegebietsreform wurde die Gemeinde Unterrödel, also das Dorf selbst und die beiden Mühlen Rothen- und Weihersmühle, zum 1. Januar 1972 in die Stadt Hilpoltstein eingegliedert.
1999 erbaute die Freiwillige Feuerwehr von Unterrödel eine Florianskapelle. Bei ihr steht ein Jurastein mit einer Gedenktafel für die in den beiden Weltkriegen gefallenen Kameraden der Feuerwehr.

## Einwohner
(nur das Dorf Unterrödel, ohne die Einöden Rothenmühle und Weihersmühle)
- 1818: 95 (21 „Feuerstellen“ = Anwesen, 24 Familien)[19]
- 1836: 92 (18 Anwesen)[20]
- 1861: 104 (42 Gebäude)[15]
- 1871: 99 (33 Gebäude, 43 Wohngebäude)[17]
- 1900: 80 (18 Wohngebäude)[7]
- 1937: 92 (darunter 4 Protestanten, nach Eysölden gepfarrt)[21]
- 1950: 125 (21 Wohngebäude)[22]
- 1961: 150 (29 Wohngebäude)[16]
- 1970: 194 (37 Wohngebäude)[23]
- 1987: 253 (71 Wohngebäude, 85 Wohnungen)[24]
- um 2015: 285[25]

## Baudenkmäler
Als Baudenkmäler gelten ein Wappenrelief am Anwesen Unterrödel A 6 und das Sandstein-Türgewände des Anwesens Unterrödel C 6, beide aus dem frühen 19. Jahrhundert.

## Wirtschaft
In Unterrödel befindet sich ein Transportbetonwerk der Märker-Gruppe.

## Vereine
- Freiwillige Feuerwehr Unterrödel
- Bulldogfreunde Unterrödel-Oberrödel-Tiefenbach
- DJK Zell, Ober- u. Unterrödel e. V.